# Psarocolius cassini
La oropéndola chocoana, oropéndola del Baudó, conoto de manto castaño o cacique de Cassin (Psarocolius cassini) es una especie de ave paseriforme de la familia Icteridae endémica del oeste de Colombia.

## Distribución y hábitat
Se localiza en las tierras bajas aledañas a las serranías del Baudó y los Saltos, en el Chocó colombiano. Vive en el bosque húmedo, en planicies entre el nivel del mar y los 365 m de altitud, con preferencia por los bosques sobre suelos arenosos.

## Descripción
En promedio, el macho mide 46,5 cm de longitud, la hembra 40 cm. Presenta un parche de piel desnuda rosado en cada mejilla. El plumaje de la corona, la nuca la garganta, el pecho y el vientre, es negro. El dorso, los flancos y las alas cerradas son de color castaño. La primarias tienen puntas negruzcas. La cola es de color amarillo limón con plumas centrales negras. El pico es cónico, negro, con punta de color anaranjado.

## Alimentación
Se alimenta de frutos e insectos. Busca alimento en grupos de 2 a 10 individuos, en la canopia, a veces en bandas mixtas con Psarocolius wagleri.